# Fango (singolo)
Fango è un singolo del cantautore italiano Jovanotti, pubblicato il 6 dicembre 2007 come primo estratto dal dodicesimo album in studio Safari.
Dal giorno successivo il brano è stato reso disponibile su iTunes. È stato frequentemente trasmesso in radio, raggiungendo la posizione numero 1 dell'airplay.

## Descrizione
Con Fango Jovanotti ha vinto la prima edizione del Premio Mogol, premio al miglior testo italiano dell'anno votato da una giuria presieduta dallo stesso Mogol. La canzone è dedicata ad Umberto Cherubini, fratello dell'artista, di professione istruttore di volo, morto il 23 ottobre 2007 a causa di un tragico incidente aereo.
Al brano ha collaborato Ben Harper, protagonista dell'assolo di chitarra nel finale.
Il verso "un cartello di sei metri dice tutto è intorno a te" sembra riferirsi allo slogan che la compagnia telefonica Vodafone utilizzava in quegli anni in ogni suo spot.

## Video musicale
Il videoclip, disponibile in due diverse versioni "seguendo il concept che ha ispirato anche la cover dell'album", è stato girato presso le cascate di Iguaçu, fra Brasile e Argentina. La regia è di Ambrogio Lo Giudice: nella prima versione la voce di Jovanotti è un fuori campo sulle immagini della potenza della natura, mentre nella seconda il cantante è in primo piano mentre dietro di lui, implacabili, fanno da sfondo le cascate. Alcuni hanno voluto vedere in questi video un omaggio alla cinematografia di registi come Werner Herzog e Terrence Malick.

## Formazione
- Jovanotti – voce
- Saturnino – basso
- Riccardo Onori – chitarra
- Ben Harper – lap steel guitar
- Mylious Johnson – batteria
- Franco Santarnecchi – clavinet
- John Beasley – organo Hammond
- Alessandro Cortini – sintetizzatore modulare
- Michele Canova Iorfida – tastiera

## Classifiche
| Classifica (2008) | Posizione massima |
| ----------------- | ----------------- |
| Italia            | 4                 |

### Classifiche di fine anno
| Classifica (2008) | Posizione |
| ----------------- | --------- |
| Italia            | 23        |